# Banchan

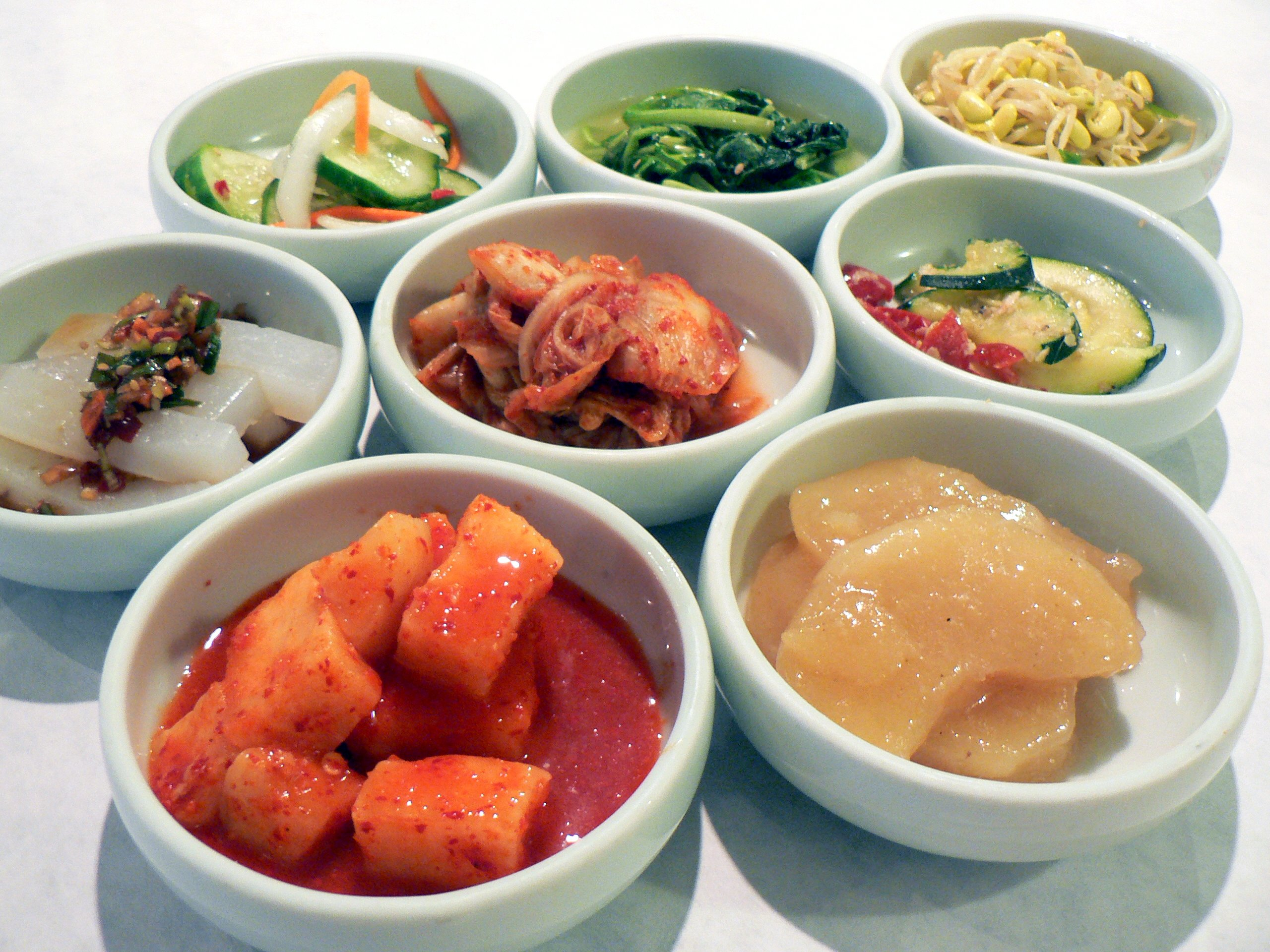
Ramekines con banchan (반찬) diversos.

El banchan, pronunciado también como panchan, se refiere a una variedad de platos (generalmente de pequeña cantidad) que se sirven con arroz en la cocina coreana. La palabra banchan se emplea tanto en singular como en plural. El banchan más famoso de la cocina coreana es el kimchi.

## Características

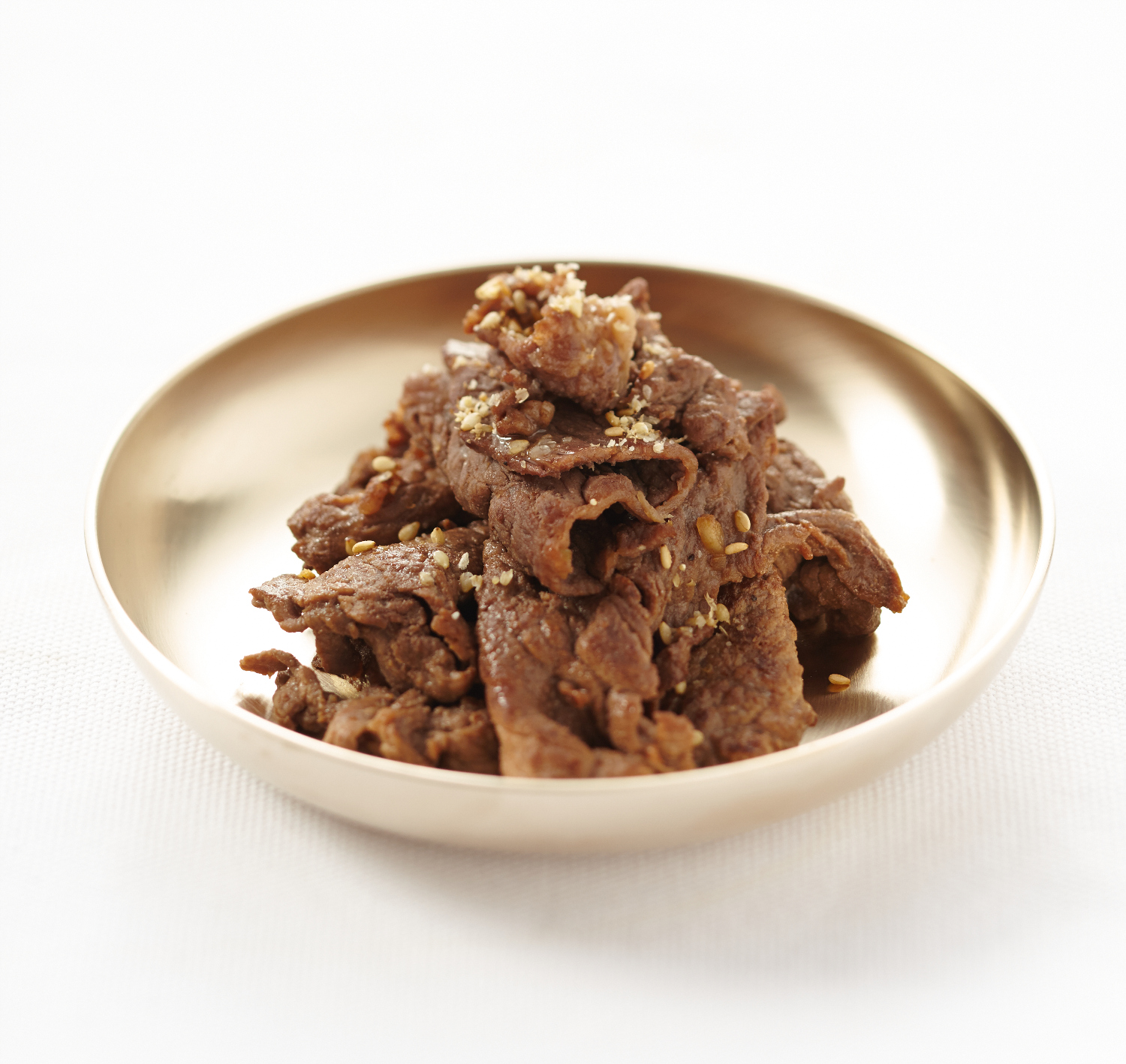
Bulgogi

El banchan se coloca en medio de la mesa y se comparte entre los comensales. Es costumbre que la gente más importante y poderosa coma primero. Se pone en el centro de la mesa el plato principal que puede ser, por ejemplo, un galbi o un bulgogi, en algunas ocasiones se comparte incluso un pote de estofado. Los boles con sopa o arroz se sirven de forma individual. El banchan se sirve en pequeños trozos o porciones, lo que significa que deben ser completados al acabar una comida. Pueden ser reemplazados por otros del mismo contenido durante la comida, pero se deben igualmente de acabar. Las comidas formales tienen más variedad de banchan.

## Variedades

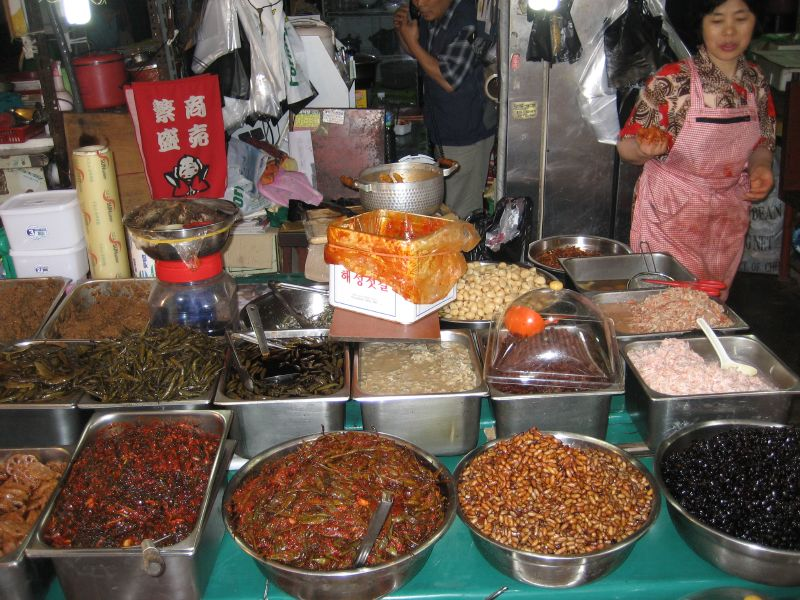
Ingredientes de Banchan.

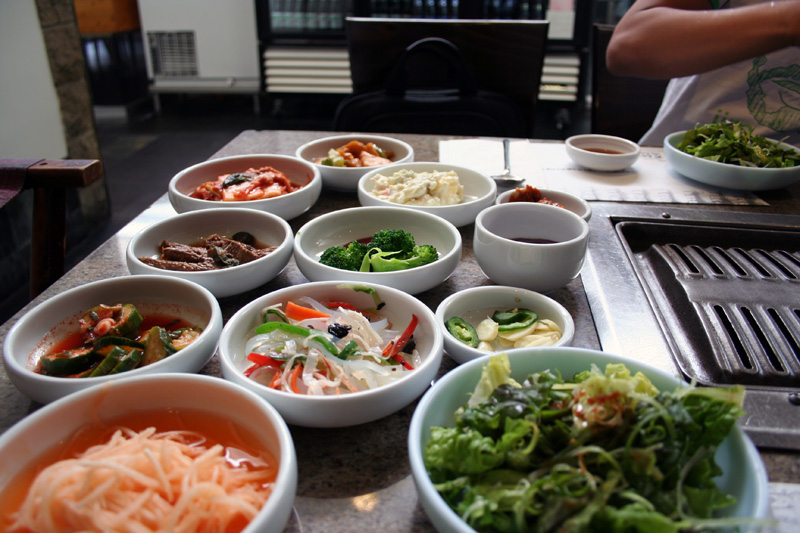

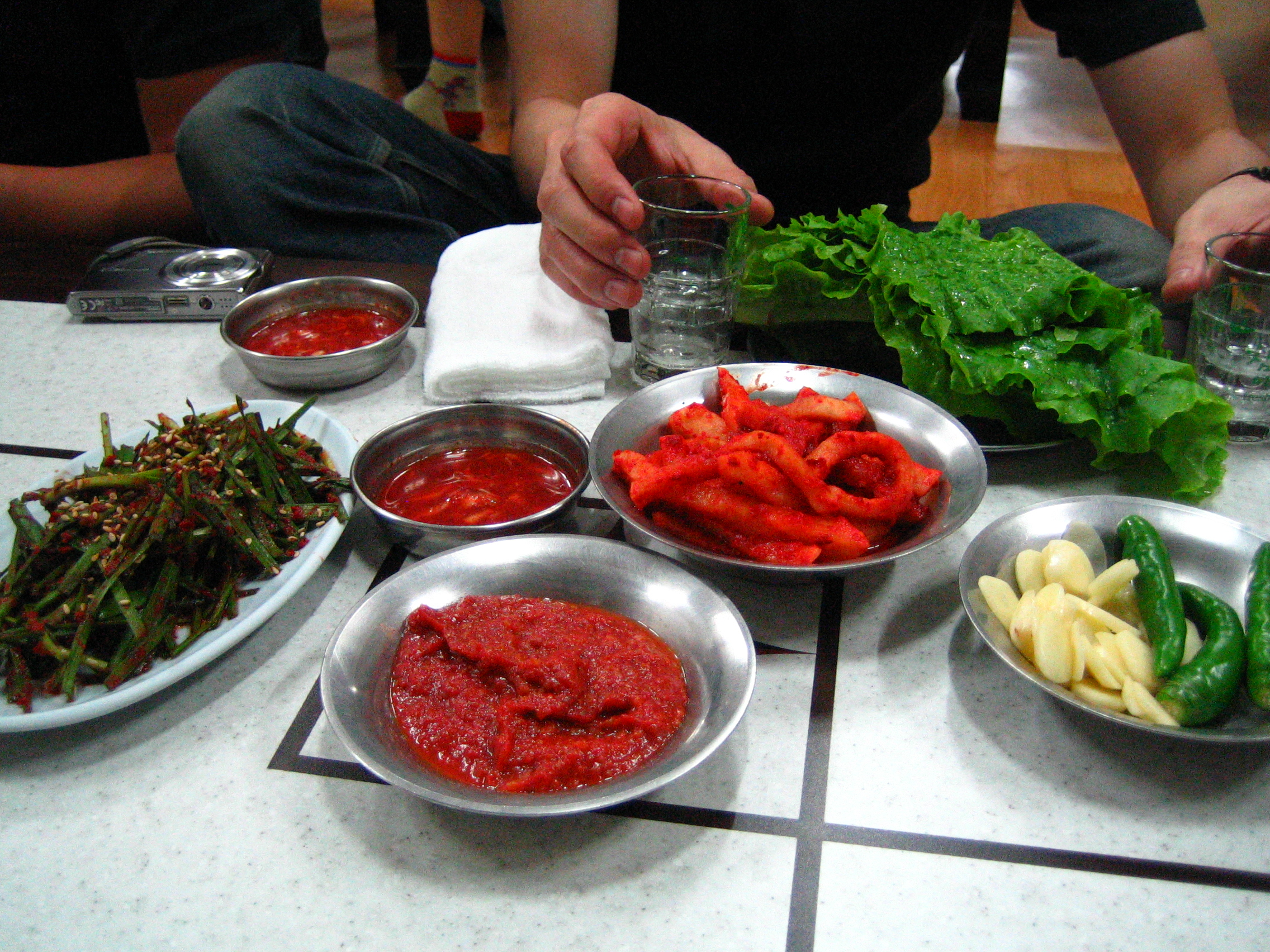

- Kimchi es un conjunto de verduras fermentadas, generalmente la col china, aliñadas con chiles y sal. Este es el banchan esencial de una comida estándar coreana. Algunos coreanos no consideran una comida completa si no hay kimchi.
  - Nabak Kimchi (나박김치) — la misma col, pero más firme y menos especiada. Se sirve flotando en agua de color rosa.
  - Dongchimi (동치미) — diversas verduras en agua pura. Los kimchis como el nabakgimchi y el dongchimi se denominan mulgimchi (물김치), literalmente "kimchi de agua".
  - Kkakdugi (깍두기) — bloques de mu (daikon) en un aliño de chiles rojos.
  - Oi sobagi (오이 소박이) — pepinos que han sido ligeramente cocinados y luego encurtidos en un aliño picante.

- Namul (나물) son verduras cocinadas al vapor, marinadas, o salteadas generalmente con aceite de sésamo, sal, vinagre, ajo picado, cebolla de verdeo y salsa de soja.
  - Kongnamul (콩나물) — brotes de soja frescos con aceite de sésamo.
  - Sigeumchi-namul (시금치나물) — espinacas algo cocidas aliñadas con aceite de sésamo, ajo, y salsa de soja.
  - Miyeok-muchim (미역무침) — miyeok (wakame, unas semillas) con vinagre dulce y sal.
  - Musaengchae/Muchae (무생채/무채) — "fideos" de rábano en vinagre dulce, en algunas oacasiones con chile en polvo.
  - Gosari-namul (고사리나물) — helecho águila preparado y salteado

- Jorim — alimentos en remojo como condimento
  - Dubu-jorim (두부조림) — tofu en remojo de salsa soja, una gotita de aceite de sésamo, ajo picado y cebollas de verdeo picadas.
  - Jang-jorim (장조림) — vaca (el corazón es la víscera más empleada) remojada en salsa de soja, opcionalmente con huevos cocidos.

- Jjim — platos al vapor
  - Gyeran-jjim (계란찜) — huevos partidos y cocinados al vapor. Se suelen comer con una cuchara.

- Buchimgae (부침개, pequeños platos fritos) y Jeon (감자전, platos preparadaos en una sartén)
  - Pajeon (파전) — panqueque con cebollas de verdeo. Pueden hacerse también con huevo y cebollas.
  - Kimchijeon (김치전) — panqueques finos con kimchi muy curado.
  - Gamjajeon (감자전) — panqueques de papa

- Japchae (잡채) — se puede servir como un plato por sí solo o bien como banchan.

- Gamja salad (감자 샐러드) — ensalada de papas al estilo coreano con manzanas y zanahorias